# Emil Holz (Zitherspieler)
Emil Holz (* 24. Oktober 1898 in Zürich; † 29. März 1967 ebenda) war ein Schweizer Zitherspieler, Gitarrist und Komponist.

## Leben
Emil Holz erhielt seine musikalische Ausbildung bei dem Zithervirtuosen Anton Smetak (1878–1955) und Ida Furrer. An der Zürcher Musikakademie studierte er Komposition, Klavier und Orgel. Emil Holz schrieb Werke für Zither, Mandoline und Gitarre in verschiedenen Besetzungen. Er führte die Form der Spielmusik in die Zither- und Mandolinenmusik ein und erneuerte die Suitenform durch Originalkompositionen. Holz leitete die Züricher Mandolinen-Spielgemeinschaft und das Zither Quartett Zürich (Ida Furrer: Quintzither, Werner Rutschmann: Diskantzither, Emil Holz: Altzither, Elsa Holz: Basszither und Gesang), das durch Konzerte und Rundfunkaufnahmen einen ausgezeichneten Ruf hatte. Er komponierte über 300 Werke für Zupfinstrumente, einige davon wurden bei verschiedenen Verlagen veröffentlicht. Er verbrachte die letzten neun Jahre seines Lebens in geistiger Umnachtung; in der Todesanzeige wird er mit „Emil Holz-Schneebeli“ bezeichnet.

## Werke (Auswahl)

### Zither solo und mit anderen Instrumenten
- Sonatine in A-Dur, op. 136  für Zither solo. Verlag Richard Grünwald, Alsfeld/Deutschland, B309.
- Suite Nr. 12, op. 162a  für Quintzither. Verlag Richard Grünwald, Alsfeld/Deutschland, B187.
- Suite Nr. 13  für Altzither.[7]
- Fantasie Nr. 2 in D-Dur, op. 201  für Diskantziher[8]
- Konzertino in d-moll, op. 243  für Zither solo. Verlag Richard Grünwald, Alsfeld/Deutschland, B261.
- Frühlingszeit, op. 250  für Zither. Musikverlage August Seith, München 1955.

### Zitherduo
- Fantasie über „La jardinière du Roi“, op. 161 für Diskantzither und Altzither.

### Zithertrio
- Fantasie über das Volkslied „Ein Männlein steht im Walde“  für Zithertrio.[7]

### Zitherquartett
- Wenn die Sternlein nahe rücken, op, 192  für Gesang und Zitherquartett.
- Konzertino F-Dur, op. 197  für Cello und Zitherquartett.
- Konzertino e-Moll, op. 218  für Gitarre und Zitherquartett.
- Fallende Tropfen, op. 234 für Zitherquartett.
- Quartett D-Dur nach einem Glockenmotiv  für Zitherquartett.[7]

### Zitherquintett
- Divertimento, op. 133  für Zitherquintett und Zupforchester.
- Quintett A-Dur, op. 264.

### Gitarre solo
- Drei Stücke, op. 72.  Mitteldeutscher Verlag, Halle, T 4037.
- Sonatine in drei Sätzen, op. 101.  Mitteldeutscher Verlag, Halle, T 4037.
- Suite Nr. 9, op. 102.  Mitteldeutscher Verlag, Halle, T 4037.
- Drei Stücke, op. 119.  Mitteldeutscher Verlag, Halle, T 4037.
- Träumerei, op. 209.  In: Bruno Henze: Das Gitarrespiel. Band 3. Friedrich Hofmeister Musikverlag, FH 4003, Leipzig 1951, S. 34, ISMN 979-0-203-44003-1 (Suche im DNB-Portal).
- Studie, op. 208b.  In: Bruno Henze: Das Gitarrespiel. Band 4. Friedrich Hofmeister Musikverlag, FH 4004, Leipzig 1952, S. 31, ISMN 979-0-203-44004-8 (Suche im DNB-Portal).
- Drei Sätze, op. 148.  In: Bruno Henze: Das Gitarrespiel. Band 9. Friedrich Hofmeister Musikverlag, FH 3242, Leipzig 1951, S. 32, ISMN 979-0-203-43242-5 (Suche im DNB-Portal).

### Andere Besetzungen
- Konzertino A-Dur für Oboe und Zupforchester.[9]